# Gustavo Paruolo
Gustavo Paruolo   (Buenos Aires, Argentina; 16 de noviembre de 1980) es un exfutbolista argentino. Jugaba como mediocampista y su último equipo fue el River Ponce de Puerto Rico.

## Clubes
| Club                | País        | Año       |
| ------------------- | ----------- | --------- |
| Club Almagro        | Argentina   | 2001-2002 |
| Juventud Antoniana  | Argentina   | 2002-2003 |
| Los Andes           | Argentina   | 2003-2004 |
| All Boys            | Argentina   | 2004      |
| Nueva Chicago       | Argentina   | 2005      |
| La Plata FC         | Argentina   | 2005-2006 |
| Audax Italiano      | Chile       | 2006      |
| FC Politehnica Iași | Rumania     | 2007-2009 |
| Deportivo Pasto     | Colombia    | 2009-2011 |
| River Ponce         | Puerto Rico | 2011-2012 |